# Orchistomella graeffei
Orchistomella graeffei is een hydroïdpoliep uit de familie Melicertidae. De poliep komt uit het geslacht Orchistomella. Orchistomella graeffei werd in 1911 voor het eerst wetenschappelijk beschreven door Neppi & Stiasny. 